# Gabriel Edoe Kumordji
Gabriel Edoe Kumordji SVD (ur. 24 marca 1956 w Akrze) – ghański duchowny rzymskokatolicki, od 2017 biskup Keta – Akatsi.

## Życiorys
Święcenia kapłańskie przyjął 14 lipca 1985 w zgromadzeniu werbistów. Pracował w zakonnych parafiach na terenie Ghany, był także m.in. dyrektorem zakonnego domu formacyjnego w Tamale, prowincjałem oraz krajowym przewodniczącym Konferencji Wyższych Przełożonych Zakonnych.
12 czerwca 2007 papież Benedykt XVI mianował go prefektem apostolskim nowo powstałej prefektury Donkorkrom, zaś 19 stycznia 2010 (po podniesieniu jej do rangi wikariatu apostolskiego) jej wikariuszem apostolskim (z godnością biskupa tytularnego Ity). Sakry biskupiej udzielił mu 17 kwietnia 2010 abp Léon Kalenga Badikebele.
16 marca 2017 został mianowany biskupem Keta – Akatsi, zaś 13 maja 2017 kanonicznie objął urząd.